# Unión Cívica Radical Lencinista
La Unión Cívica Radical Lencinista (UCR-L) fue un partido político argentino que surgió en la Provincia de Mendoza como desprendimiento de la Unión Cívica Radical.
Toma su nombre de José Néstor Lencinas, histórico dirigente local del radicalismo, quien fue electo gobernador en 1919 y llevó adelante un gobierno caracterizado por amplias medidas en favor de las clases bajas, una alta popularidad y un alto personalismo alrededor de su figura.
Todo esto llevó a que el lencinismo (que trascendería a José Néstor) se rebelase al liderazgo verticalista de Yrigoyen, lo cual llevó al enfrentamiento directo y a la escisión de los radicales lencinistas de la UCR Nacional.
Carlos Washington Lencinas, hijo de José Néstor, lo sucedería en la gobernación hasta caer asesinado en 1929, crimen nunca esclarecido pero atribuido a simpatizantes yrigoyenistas. Con la muerte de Washington Lencinas, el golpe de 1930 y el fraude electoral de la década Infame el partido iría perdiendo peso gradualmente. 
En las elecciones de 1946 el partido apoyó a Perón pero presentó una lista propia que postulaba a José Hipólito Lencinas como gobernador (el candidato principal del peronismo, y ganador con el 50% de los votos, fue Faustino Picallo). El lencinismo quedó en el último puesto con sólo el 3,66% de los votos, detrás del Partido Comunista. El partido no volvió a presentarse desde entonces.

## Origen
Fue originada por José Néstor Lencinas, conocido como "el gaucho Lencinas", uno de los fundadores de la Unión Cívica Radical, revolucionario en 1893 y 1905 y gobernador de la provincia de Mendoza entre 1918 y 1919. Tras su muerte en 1920 el liderazgo fue continuado por sus hijos, José Hipólito, Rafael, Antulio y especialmente Carlos Washington, conocido como “el gauchito” Lencinas.

## Características
El lencinismo llevó adelante un programa de transformaciones sociales vinculadas a los sectores sociales más bajos, que lo ubicaron como ala izquierda del radicalismo. El símbolo verbal del lencinismo era la alpargata, calzado popular de las clases sociales más necesitadas. Expresó una corriente política contraria a los conservadores de la provincia, también conocidos como "gansos".
Los Lencinas se enfrentaron no solo a los conservadores, sino que también los hicieron contra Hipólito Yrigoyen, lo que paradójicamente llevó al lencinismo a alinearse con el sector conservador del radicalismo, los antipersonalistas, que a partir de 1924 se separarían para organizar la Unión Cívica Radical Antipersonalista.
Durante la década de 1920 el lencinismo ganó todas las elecciones, pero al mismo tiempo sus gobiernos fueron reiteradamente intervenidos por el gobierno nacional. Yrigoyen había intervenido las provincias de San Juan y Mendoza, que si bien se encontraban a manos del radicalismo, sus gobernadores eran opositores, denominados "bloquistas” (San Juan) y "lencinistas” (Mendoza).

## Enfrentamiento con el yrigoyenismo
La violencia y los crímenes políticos eran el clima común en el que se movía la política de la unión radical de entonces. 
El crimen contra Lencinas fue atribuido al entorno político del presidente Yrigoyen, a través del Klan Radical, una fuerza de choque paramilitar radical-yrigoyenista. Tras la muerte de Carlos, el lencinismo dejó de ser una fuerza protagónica en la provincia. Según el historiador David Rock, el Klan Radical asesinó al político en diciembre de 1929. Históricamente el lencinismo atribuyó el asesinato a Hipólito Yrigoyen, aunque ello no ha podido ser probado. Inclusive se atribuyó a la intervención federal dispuesta por el gobierno de Yrigoyen, a cargo de Carlos Borzani, el encubrimiento del magnicidio, a partir de la acción del fiscal del crimen de dicha Intervención Federal a cargo de la investigación, el entonces joven abogado radical platense Dr. Ricardo Balbín. Lo cierto es que el gobierno de facto surgido el 6 de septiembre de 1930 tampoco avanzó en la determinación de los responsables, con lo cual el caso quedó impune y librado hasta hoy a la polémica entre cronistas e historiadores.[cita requerida]
El punto máximo del enfrentamiento entre el lencinismo y el yrigoyenismo se produjo en 1929 cuando la mayoría radical rechazó los pliegos de senador nacional de Carlos Washington Lencinas, siendo poco después asesinado. 

## Decadencia
Producido el golpe de Estado militar del 6 de septiembre de 1930 el lencinismo no volvió al poder de la provincia nunca más, iniciando un camino de decadencia.

### División y la Unión Cívica Radical Federalista
Hacia 1933, la UCRL se dividió. El Comité Provincial, al mando de Virgilio Sguazzini, expulsó a José Hipólito Lencinas por su excesivo «personalismo». De esta manera, Lencinas y sus dirigentes aliados fundaron la Unión Cívica Radical Federalista (UCRF) que se presentó a elecciones en 1934 y 1935.
La UCRL bajo control de Sguazzini se reunificó con la Unión Cívica Radical en 1936 y la Unión Cívica Radical Federalista se dividió en 1937 entre el sector de José Hipólito Lencinas, que retomó el nombre de Unión Cívica Radical Lencinista, y el sector de Rafael Lencinas, que fundó la sección local de lo que acabaría siendo la Unión Cívica Radical Junta Renovadora.
Con la llegada del peronismo, la UCRL apoyó a Juan D. Perón para presidente, pero este último los excluyó de su coalición debido al enfrentamiento que el lencinismo abrió precisamente contra la Unión Cívica Radical Junta Renovadora, dirigida por Hortensio Quijano a nivel nacional y por los antiguos lencinistas a nivel local, que también apoyaba al peronismo.
En las elecciones de 1946, el lencinismo obtuvo solo un 4% de los votos en Mendoza desapareciendo poco después.